# Adolphe Thiers

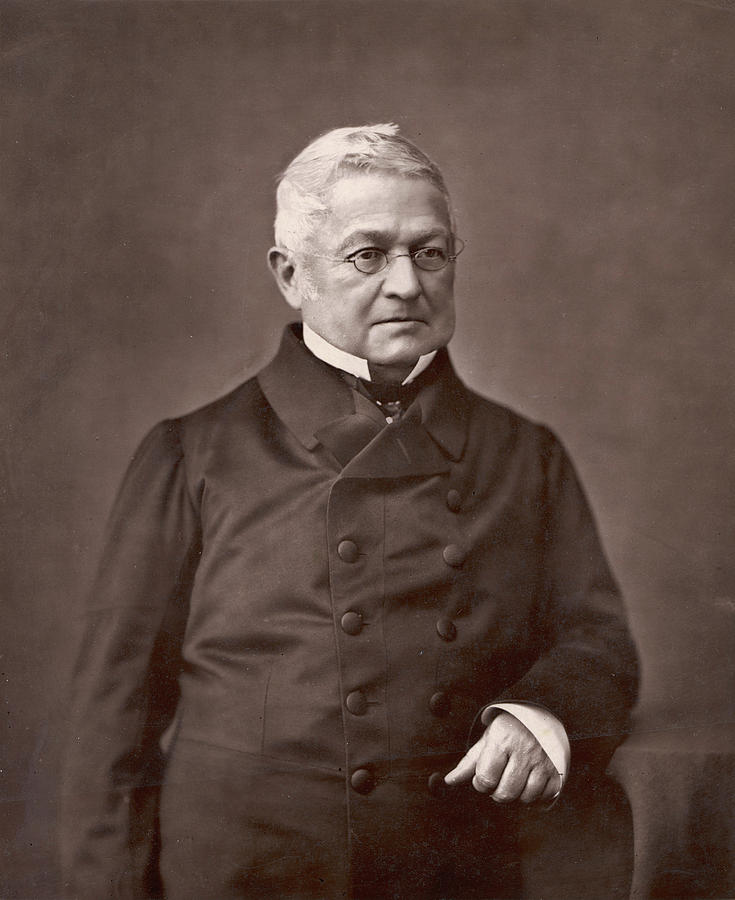
Portret van Adolphe Thiers door Nadar

Marie Joseph Louis Adolphe Thiers (Marseille, 16 april 1797 – Saint-Germain-en-Laye, 3 september 1877) was een Frans politicus en geschiedkundige. Hij was een toonaangevende geschiedkundige van de Franse Revolutie, met een meerdelig boek dat stelde dat het republikanisme van de Revolutie het centrale thema van de moderne Franse geschiedenis was.
Thiers was premier in 1836, 1840 en 1848. Hij was tegenstander van keizer Napoleon III, die van 1848 tot 1871 heerste. Na de omverwerping van het Tweede Keizerrijk kwam hij opnieuw aan de macht en zijn onderdrukking van de revolutionaire Commune van Parijs in 1871 doodde 35.000 Parijzenaars. Aanvankelijk was hij Staatshoofd (eigenlijk een voorlopige president van Frankrijk) van 1871 tot 1873, daarna voorlopige president. Hij verloor zijn macht in 1873, toen Patrice de Mac Mahon volwaardig president van de Republiek werd.

## Leven
Thiers studeerde rechten aan de Universiteit van Aix-en-Provence, maar zijn voorkeur ging eerder uit naar literatuur. In 1821 vertrok hij naar Parijs waar hij bijdragen leverde voor de krant Constitutionnel. Ondertussen werd hij bekend in liberale kringen. Van zijn hand verscheen tussen 1823 en 1827 het tiendelige Geschiedenis van de Franse Revolutie wat zijn populariteit vergrootte.
Tijdens de regering van minister-president Jules de Polignac richtte Thiers met onder andere Armand Carrel en François-Auguste Mignet Le National op: een nieuwe krant voor de oppositie. Hij werd een trouwe aanhanger van de nieuwe dynastie van koning Lodewijk Filips.

## Julimonarchie

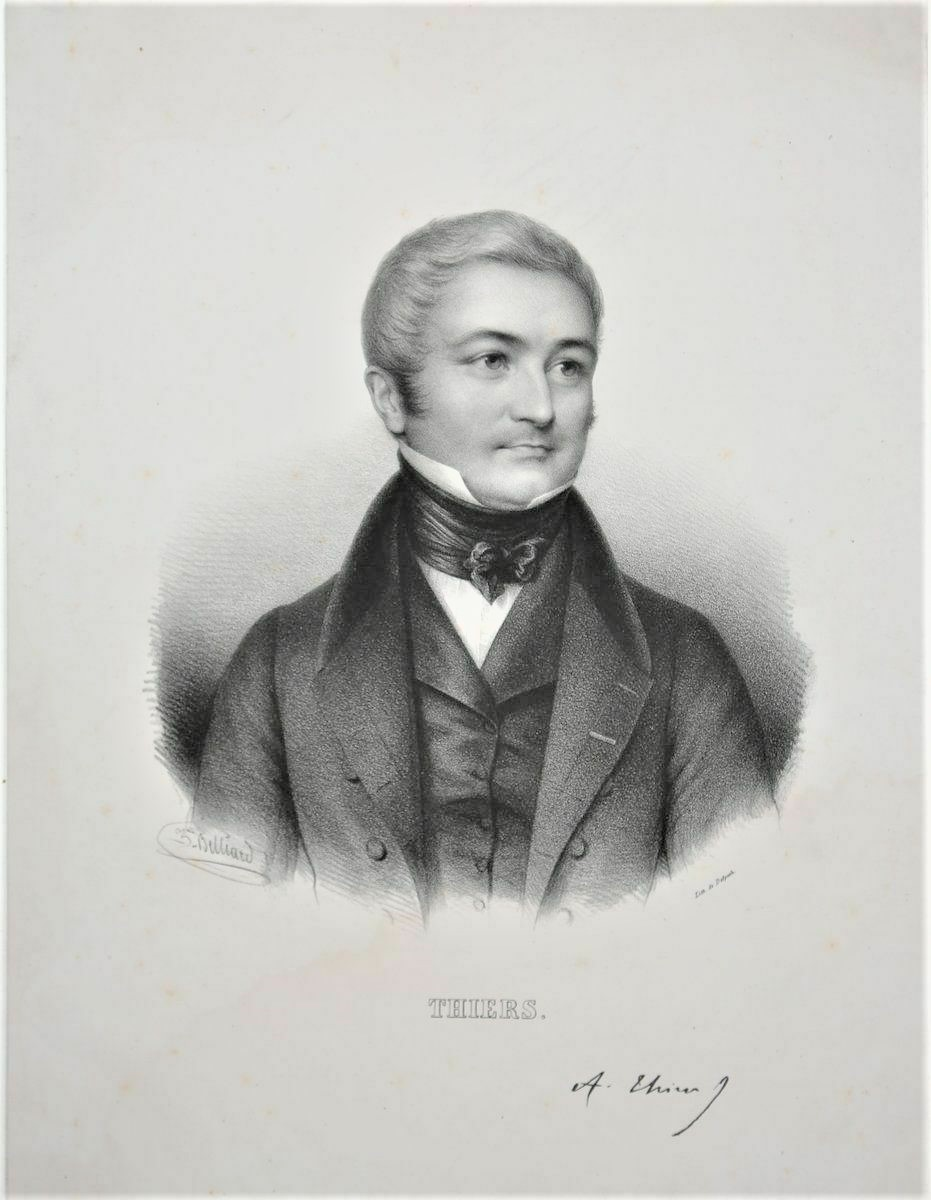
Adolphe Thiers in jaren 30

In 1830 werd hij als parlementslid gekozen. Tussen 1832 en 1836, tijdens de Julimonarchie, bekleedde hij verschillende ministersposten. Na anti-monarchistische rellen in Parijs in 1832 werd Thiers minister van Binnenlandse Zaken. Omwille van zijn verdiensten werd Thiers in 1833 verkozen tot lid van de Académie française. Met enige regelmaat veranderde zijn portefeuille, maar hij bleef minister. Hij werd voorzitter van de ministerraad. In feite was hij dus minister-president. Toen hij 1836 aftrad was hij minister van Buitenlandse Zaken.
Na zijn afreden verbleef hij enige tijd in Italië. Vanaf 1838 zat hij in de oppositie. In 1840 kreeg hij een tweede termijn als voorzitter van de ministerraad en minister van Buitenlandse Zaken. Zijn politiek om Mohammed Ali van Egypte te steunen leidde bijna tot een oorlog met andere grootmachten in datzelfde jaar. De koning, die geen oorlog wenste, ontsloeg hem vervolgens. Als minister van Oorlog liet hij vanaf 1841 een 33 kilometer lange verdedigingswal rond Parijs bouwen, de zogenaamde Stadsomwalling van Thiers.
Thiers bleef een zetel in het parlement bezetten, maar hij sprak nog zelden. Vlak voor de revolutie van 1848 werden hij en Odilon Barrot nog door de koning gevraagd het land te regeren, maar het was te laat. Thiers nam ontslag.

## Tweede Republiek en Tweede Keizerrijk

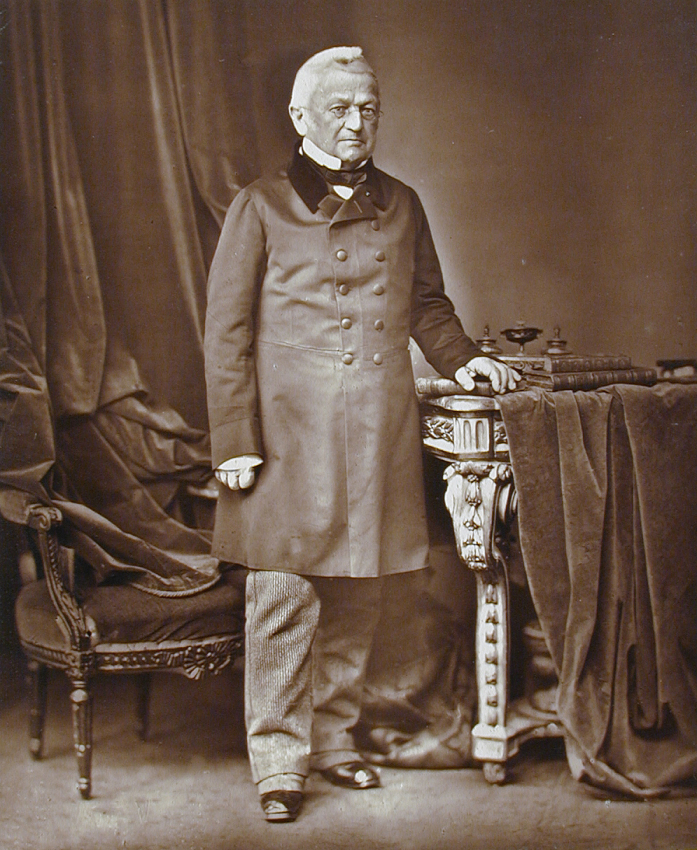
Portret van Adolphe Thiers door Ludovic Baschet (LACMA)

Tijdens de Tweede Franse Republiek stond Thiers aan de kant van conservatieve republikeinen. In die positie stemde hij voor Lodewijk Napoleon als president. Thiers was weliswaar een aanhanger geweest van Napoleon I, maar hij weigerde de staatsgreep van 2 december 1851 door president Lodewijk Napoleon te erkennen. Om die reden werd hij opgepakt. Na zijn arrestatie verdween hij enkele jaren uit het politieke leven. Vanaf 1863 leidde hij echter weer de linkse oppositie tegen Napoleon III. Zeven jaar lang was hij de belangrijkste woordvoerder van de anti-imperialisten en werd hij gezien als de belangrijkste tegenstander van het Tweede Franse Keizerrijk. Hij kritiseerde de buitenlandse avonturen van de keizer, maar stelde ook het verminderde internationale Franse prestige aan de kaak, waarmee hij bijdroeg aan de oorlogszuchtige stemming in het land.
Tijdens de diplomatieke crisis die de aanleiding zou worden tot de Frans-Duitse Oorlog van 1870 was hij erop uit oorlog te vermijden, wat hem op een beschuldiging van gebrek aan patriottisme kwam te staan. Toen de Franse legers echter nederlaag na nederlaag leden in die oorlog, werd zijn gelijk als bevestigd gezien.

## Derde Franse Republiek
Na de val van Napoleon III en de afkondiging van de Derde Franse Republiek werd Thiers de held van de monarchisten, die de verkiezingen voor een Nationale Vergadering wonnen. Op 17 februari 1871 koos de Nationale Vergadering in Versailles hem tot "hoofd van de uitvoerende macht van de Republiek". In die functie voerde hij vredesbesprekingen met de Duitse kanselier Otto von Bismarck.
In mei 1871 liet Thiers, met Duitse hulp, Franse troepen de Commune van Parijs neerslaan. Tijdens deze opstand kwamen tussen de 30.000 en 100.000 mensen om. Duizenden werden gearresteerd en zevenduizend werden gedeporteerd naar Nieuw-Caledonië.
Op 30 augustus 1871 werd hij tijdelijk president van de republiek. De monarchistische meerderheid kon het immers niet eens worden over de keuze van een nieuwe koning. Geleidelijk aan toonde Thiers zelf zich voorstander van een conservatieve republiek, wat hem in botsing bracht met de monarchistische meerderheid in de Vergadering.
Zijn persoonlijkheid en weinig flexibele ideeën wekte de oppositie tegen hem in de hand. Zo was hij een aanhanger van het protectionisme terwijl de vrijhandel onder Napoleon III hoogtij had gevierd. Zijn temperament maakte zijn positie als president nagenoeg onmogelijk. Op 24 mei 1873 trad hij dan ook af, in de hoop direct weer herkozen te worden, maar tot zijn schrik koos de Nationale Vergadering maarschalk Patrice de Mac Mahon tot zijn opvolger.
Hij bleef nog tot zijn dood in 1877 in het parlement zitten.
Lodewijk Napoleon Bonaparte · Louis Jules Trochu · Adolphe Thiers · Patrice de Mac Mahon · Jules Grévy · Marie François Sadi Carnot · Jean Casimir-Perier · Félix Faure · Émile Loubet · Armand Fallières · Raymond Poincaré · Paul Deschanel · Alexandre Millerand · Gaston Doumergue · Paul Doumer · Albert Lebrun · Vincent Auriol · René Coty · Charles de Gaulle · Georges Pompidou · Valéry Giscard d'Estaing · François Mitterrand · Jacques Chirac · Nicolas Sarkozy · François Hollande · Emmanuel Macron
- Bibsys: 90191122
- Biblioteca Nacional de Chile: 000122538
- Biblioteca Nacional de España: XX1298667
- Bibliothèque nationale de France: cb12125381w (data)
- Catàleg d'autoritats de noms i títols de Catalunya: 981058515123906706
- CiNii: DA02810067
- Gemeinsame Normdatei: 118801937
- Historisch woordenboek van Zwitserland: 013725
- International Standard Name Identifier: 0000 0001 0801 5424
- Library of Congress Control Number: n50010130
- Nationale Bibliotheek van Letland: 000256081
- Base Léonore: C/0/3
- Bibliotheek van het Japanse parlement: 00766635
- Nationale Bibliotheek van Tsjechië: jn20000701800
- Nationale bibliotheek van Australië: 35545684
- Nationale Bibliotheek van Israël: 987007268982805171
- Nationale Bibliotheek van Polen: a0000001188408
- Nationale en Universitaire bibliotheek Zagreb: 000083791
- Nederlandse Thesaurus van Auteursnamen: 068438931
- Istituto Centrale per il Catalogo Unico: RAVV038610
- LIBRIS: 231903
- SNAC: w6x640cq
- Système universitaire de documentation: 027649717
- Trove: 991057
- Union List of Artist Names: 500326911
- Virtual International Authority File: 71424155
- WorldCat: E39PBJpYv3HYRqYY8dy3xBHt8C